# Acrecebus
Acrecebus es una especie extinta de primate platirrino perteneciente a la familia Cebidae que existió a finales del Mioceno. La única especie del género Acrecebus fraileyi fue descrita en 2006 sobre la base de un espécimen hallado en la formación Solimões en el estado de Acre, Brasil, en estratos de entre hace 9 y 6 millones de años.